# (29374) Kazumitsu
(29374) Kazumitsu est un astéroïde de la ceinture principale.

## Description
(29374) Kazumitsu est un astéroïde de la ceinture principale. Il fut découvert le 13 avril 1996 à Kitami par Kin Endate et Kazuro Watanabe. Il présente une orbite caractérisée par un demi-grand axe de 2,37 UA, une excentricité de 0,18 et une inclinaison de 2,6° par rapport à l'écliptique.

## Compléments